# جدار عازل

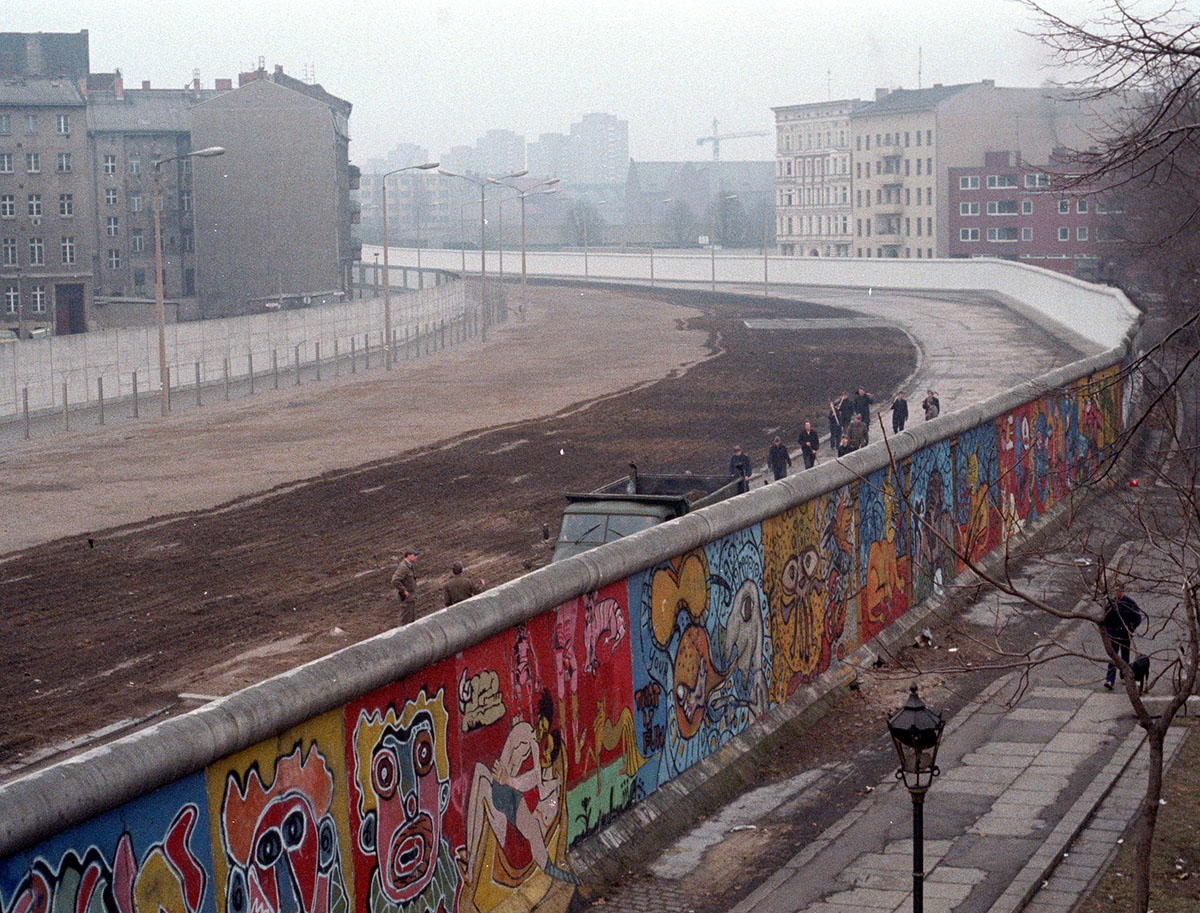

جدار الفصل أو حاجز الفصل أو الجدار العازل هو حاجز، أو جدار، أو سياج، يبنى للحد من حركة الأشخاص عبر خط معين أو حدود معينة، أو لفصل الشعوب أو الثقافات. يُعرف حاجز الفصل الذي يمتد على حدود معترف بها دوليًّا باسم الحاجز الحدودي.
يرى ديفيد هينلي في صحيفة الغارديان أن حواجز الفصل تُبنى الآن بمعدلات غير مسبوقة حول العالم على امتداد الحدود ولا تحيط بالديكتاتوريات أو الدول المعزولة فحسب. في عام 2014، وضعت صحيفة واشنطن بوست قائمةً بأشهر 14 جدار فصل اعتبارًا من 2011، مصرحةً بأن العدد الإجمالي للجدران والحواجز المعاصرة لهذه الفترة والتي تفصل بين البلدان أو المناطق بلغ 45.
استُخدم المصطلح «حاجز فصل» لمنشآت قامت في كل من بيلفاست، حمص، الضفة الغربية، ساو باولو، قبرص، وعلى امتداد الحدود التركية-اليونانية والحدود بين المكسيك والولايات المتحدة الأمريكية. وضعت جوليا سونيفّيند عام 2016 قائمةً بحواجز الفصل المعاصرة في كتابها قصص بلا حدود: جدار برلين وصناعة الحدث الأيقوني العالمي وضمت القائمة كلًّا من حواجز الفصل في شرم الشيخ (مصر)، وحدود ليمبانغ (بروناي)، والحاجز الكازاخي-الأوزباكي، والسياج الحدودي مع بنغلادش في الهند، وحاجز الفصل الأمريكي مع المكسيك، والسياج الحدودي السعودي مع العراق والسياج الهنغاري (المجري) مع صربيا. لم تعد العديد من حواجز الفصل المقامة فعالةً أو موجودةً، بما فيها جدار برلين، وخط ماجينو، وبعض أجزاء الحواجز في القدس.

## معدل بناء حواجز الفصل وجدران الفصل
يرى ديفيد هينلي في صحيفة الغارديان أن حواجز الفصل تُبنى الآن بمعدلات غير مسبوقة حول العالم على امتداد الحدود ولا تحيط بالديكتاتوريات أو الدول المعزولة فحسب. في عام 2014، وضعت صحيفة واشنطن بوست قائمةً بأشهر 14 جدار فصل اعتبارًا من 2011، مصرحةً بأن العدد الإجمالي للجدران والحواجز المعاصرة لهذه الفترة والتي تفصل بين البلدان أو المناطق بلغ 45.

## المنشآت التي تسمى «حواجز فصل» أو «جدران فصل»

### قبرص
منذ الاحتلال التركي لقبرص عام 1974، بَنت تركيا وحافظت على ما سماه البروفيسور في علم الاقتصاد الأستاذ رونغشينغ غو «حاجز فصل» طوله 300 كيلومترًا (190 ميلًا) على امتداد خط عام 1947 الأخضر (أو خط وقف إطلاق النار) مقسمةً -أي تركيا- جزيرة قبرص إلى جزئين، تتوسطهما منطقة عازلة تديرها الأمم المتحدة.

### مصر

#### حاجز مصر-غزة
عادةً ما يشار إلى حاجز مصر-غزة على أنه «حاجز فصل» أو «جدار عازل» في وسائل الإعلام. بدأت مصر في ديسمبر 2009 بناء الحاجز بين مصر وغزة على طول الحدود مع غزة، وهو عبارة عن جدار فولاذي. قال وزير خارجية مصر حينها إن الجدار الذي يُبنى على الحدود مع غزة سيدافع عن الحدود «أمام التهديدات للأمن القومي». ورغم توقف البناء لعدة مرات، اقترب الجدار من الاكتمال.

#### حاجز شرم الشيخ
وفقًا لجوليا سونيفّيند، فإن الحاجز المضاد للإرهابيين حول منتجع شرم الشيخ هو في حقيقة الأمر حاجز فصل.

### الهند
يشير خط التحكم إلى خط التحكم العسكري بين المناطق الواقعة تحت الحكم الهندي وتلك الواقعة في أماكن السيطرة الباكستانية مما كان يعرف سابقًا باسم إمارة كشمير وجامو، وهو خط لا يشكل -حتى اليوم- حدودًا دولية معترفًا بها، لكنه يشكل حدودًا في واقع الأمر. عرف في بداية الأمر باسم خط وقف إطلاق النار قبل أن تعاد تسميته «خط التحكم» عقب اتفاقية سيملا، التي وُقعت في الثالث من يوليو 1972. يعرف الخاضع للسيطرة الهندية من الإمارة السابقة باسم ولاية جامو وكشمير. في حين تُعرف المنطقتان الخاضعتان للسيطرة الباكستانية من الإمارة باسم غيليغيت-باليستان وآزاد كشمير (إيه جيه كي). وتعرف النقطة في أقصى شمالها باسم NJ9842. قطع هذا التقسيم المناطقي -الذي لا يزال موجودًا حتى اليوم- أوصال العديد من القرى، وفرق العديد من الأقارب عن بعضهم البعض.
دشنت الهند بناء سياج فصل بين المناطق الخاضعة للسيطرة الهندية والمناطق الخاضعة للسيطرة الباكستانية عام 2003 بناءً على خط وقف إطلاق النار 1972. كُشف في ديسمبر 2013 عن خطة الهند لبناء جدار فصل في المنطقة الهيمالائية من كشمير. من المخطط أن يغطي الجدار مسافة 179 كيلومترًا.

### إسرائيل
بدأت حكومة إسرائيل بناء الحاجز الإسرائيلي للضفة الغربية عام 2002، مدعيةً أن ذلك لحماية المدنيين من الإرهاب الفلسطيني كالتفجيرات الانتحارية التي ازدادت بكثرة بعد الانتفاضة الثانية. في حين يزعم مناهضو الحاجز أنه وُضع للتعدي على الأراضي الفلسطينية بحجة الأمن ويضعف مفاوضات السلام من خلال تأسيس حدود جديدة أحادية الجانب. عند اكتماله سيشكل شلكة طولها 700 كيلومترًا من الجدران العالية، والأسيجة الإلكترونية، والبوابات والخنادق. هو حاجز مثير للجدل لأنه مبني خارج حدود عام 1949 (الخط الأخضر)، متعديًا بذلك على ما قد يصل إلى 10 بالمئة من الأراضي الفلسطينية، وفقًا لمكتب الأمم المتحدة لتنسيق العلاقات الإنسانية. يتعمق الجدار في الضفة الغربية ويحيط بكبرى المستوطنات الإسرائيلية الآهلة بمئات آلاف المستوطنين.
في يونيو من عام 2004، رأت المحكمة العليا الإسرائيلية أن بناء الجدار على أراضي الضفة الغربية الفلسطينية هو أمر قانوني بحد ذاته، لكنها أمرت ببعض التغييرات على مساره الأصلي، الذي فصل 35,000 مزارع فلسطيني عن أراضيهم ومحاصيلهم. قال وزير المالية الإسرائيلي إن الأرض متنازع عليها وليست فلسطينية، وأن مصيرها تقرره المفاوضات السياسية. في يوليو من عام 2004، أعلنت محكمة العدل الدولية في لاهاي في رأي غير ملزم أن الحواجز غير قانونية وفقًا للقانون الدولي وطلبت من إسرائيل تفكيك الجدران، وإعادة الأراضي المصادرة، وإصلاح الأضرار. رغم كل هذا، استمر عدد التفجيرات الانتحارية بالتناقص مع الإنهاء التدريجي لأجزاء من الحاجز الأمني كما وعدت السلطات الإسرائيلية في البداية.
تدعو إسرائيل الأراضي بين حدود 1949 وحاجز الفصل باسم منطقة سيام، بما فيها كل القدس الشرقية. في عام 2003 أعلن الجيش أنه لن يسمح إلا للمواطنين الإسرائيليين والفلسطينيين الذين يمتلكون تصريحات بالدخول إلى تلك المنطقة؛ وازدادت صعوبة الحصول على تصريحات دخول للفلسطينيين إلا إذا كانوا يملكون أراضي في تلك المنطقة. يعزل حاجز الفصل القدس الشرقية وبعض الأحياء الاستيطانية عن الضفة الغربية، حتى أثناء بناء العرب والإسرائيليين للمنشآت والمجتمعات في القدس الشرقية. استمر الفلسطينيون في الضفة الغربية، بما فيها القدس الشرقية، بالتظاهر ضد حاجز الفصل.
يقطع الحاجز الموجود الطريق إلى نهر الأردن للمزارعين الفلسطينيين في الضفة الغربية. لم تبنِ إسرائيل حاجزًا أقوى بسبب الإدانات الدولية بعد صدور قرار محكمة العدل الدولية، مستعيضة عن ذلك بإنشاء سيطرة على الوصول عن طريق التصريحات. يرى البعض أن هذا التغيير كان للسماح بضم المزيد من الأراضي الفلسطينية. تسيطر مجالس الاستيطان الإسرائيلية في واقع الأمر فعليًّا على 86 بالمئة من وادي الأردن والبحر الميت في حين يستمر التزايد السكاني للمستوطنين هناك.

### الكويت
وصف الكاتب ديمون ديماركو المتراس الذي أنشأته الأمم المتحدة عام 1991 بين العراق والكويت بعد إفشال احتلال العراق للكويت بأنه «حاجز فصل». الحاجز مجهز بسياج كهربائي وأسلاك شائكة، يتضمن خندقًا عرضه 15 قدمًا وساترًا مرتفعًا. يمتد لمسافة 120 ميلًا على الحدود بين البلدين.

### لبنان
وُضع جدار فصل عام 2016 حول مخيم عين الحلوة في لبنان بغاية فصل السكان المحليين الفلسطينيين اللبنانيين واللاجئين السوريين والفلسطينيين عن المجتمع المحيط.